# Universidad eclesiástica

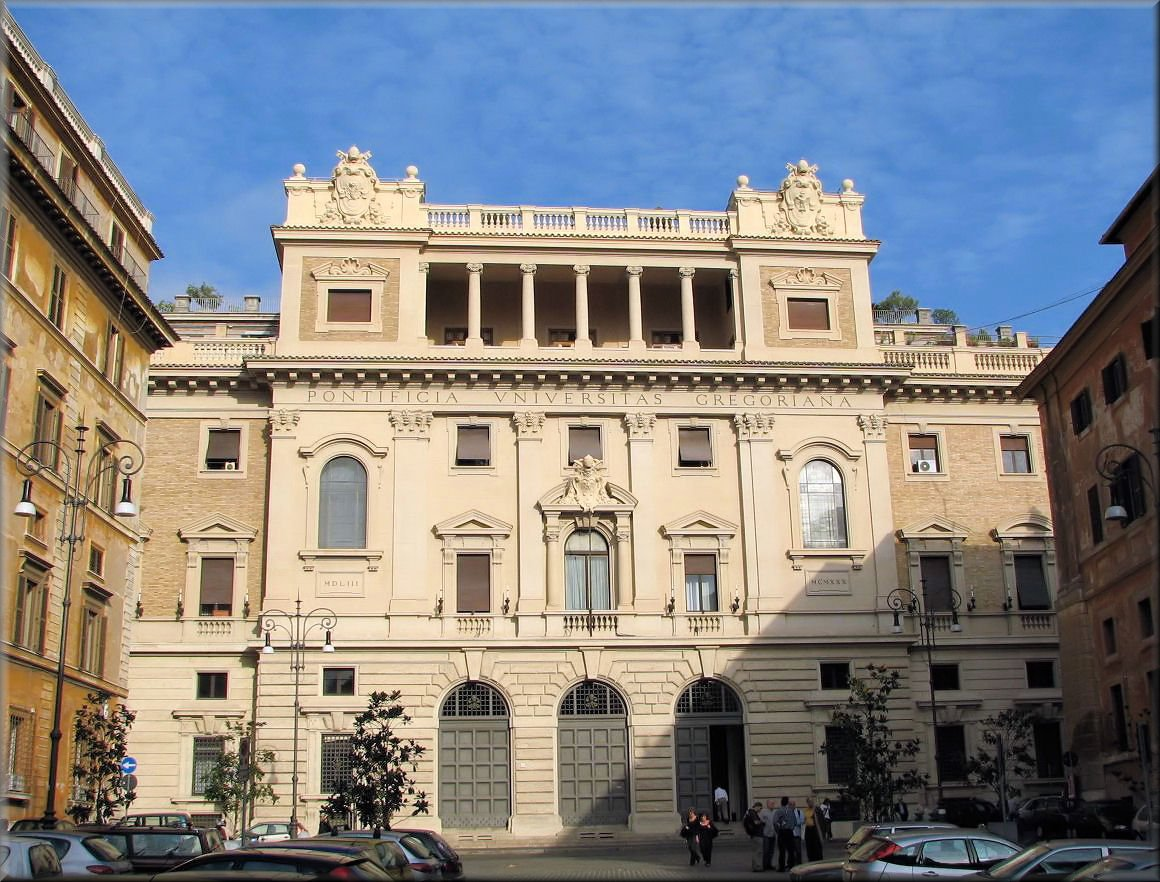
Pontificia Universidad Gregoriana

Una universidad eclesiástica o universidad pontificia eclesiástica es un tipo de universidad que forma parte de la estructura de la Iglesia católica. El Código de Derecho Canónico reconoce la existencia de dos tipos de universidades en el seno de la Iglesia Católica: la eclesiástica y la católica.
El mismo Código de Derecho Canónico, que es la norma universal de la Iglesia, aunque no la define expresamente, no obstante, regula la universidad eclesiástica este sus cánones 815 al 821:
"Las universidades y facultades eclesiásticas solo pueden establecerse por elección de la Sede Apostólica o con aprobación concedida por la misma; a ella compete también la suprema dirección de las mismas [...] Todas las universidades y facultades eclesiásticas han de tener sus propios estatutos y su plan de estudios aprobados por la Sede Apostólica [...] Ninguna universidad o facultad que no haya sido erigida o aprobada por la Sede Apostólica, puede otorgar grados académicos que tengan efectos canónicos en la Iglesia" (c. 816-817).
Se rigen por la Constitución apostólica Veritatis Gaudium, promulgada por el Papa Francisco el 8 de diciembre de 2017.

## Misión, establecimiento y funcionamiento

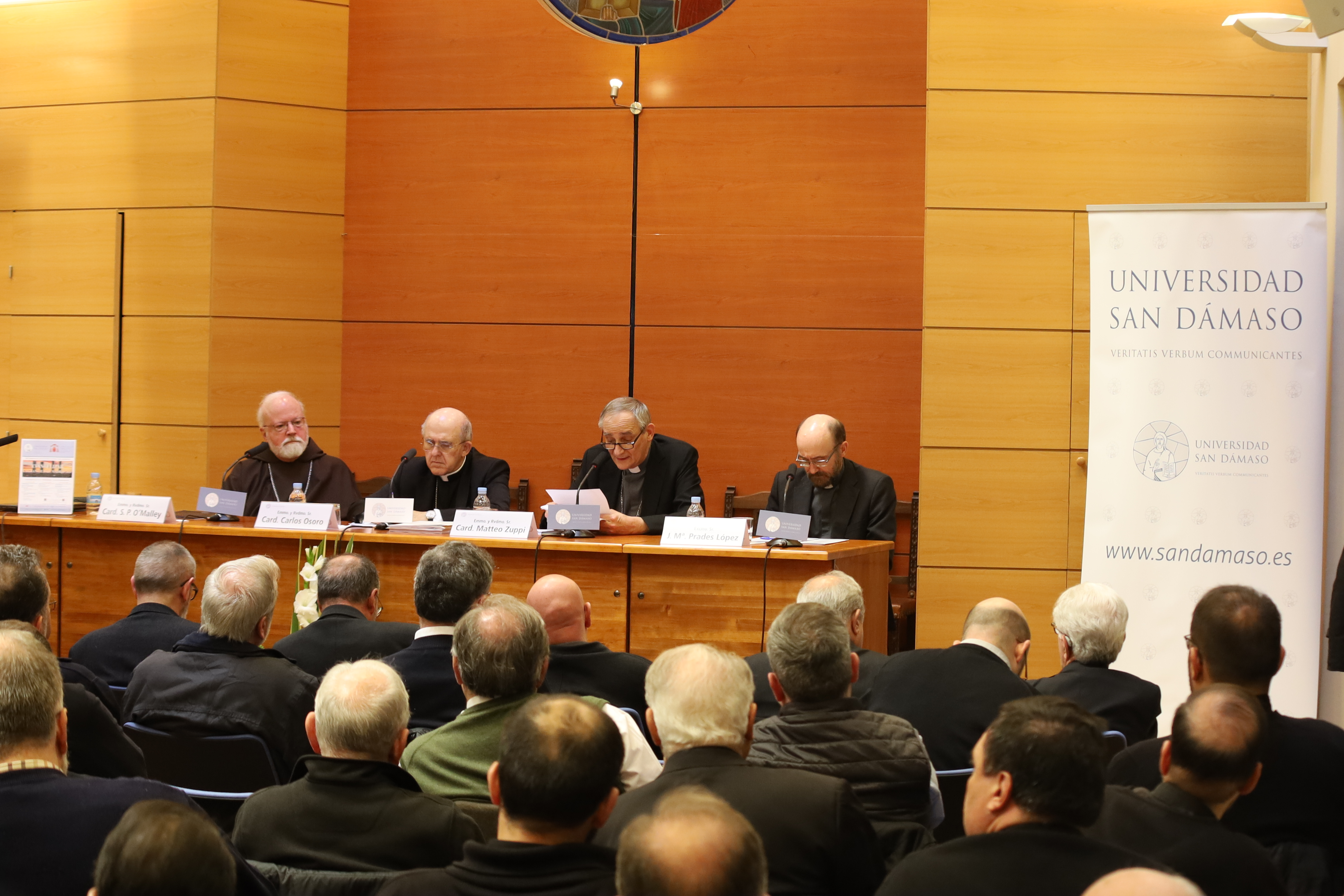
Sala de conferencias de la Universidad Eclesiástica San Dámaso, en Madrid (España)

Para desarrollar de manera eficiente su misión, la Iglesia constituye y establece universidades y facultades eclesiásticas ordenadas a la investigación de las disciplinas sagradas o de aquellas otras. La universidad eclesiástica se dedica al estudio de disciplinas eclesiásticas y las materias con ellas relacionada. Estos estudios se hacen en las tres facultades: las de Teología, Filosofía y Derecho Canónico.
Según el canon 816, las universidades y facultades eclesiásticas solo pueden establecerse por elección de la Santa Sede. Aunque no están exclusivamente dirigidas a los clérigos, las universidades eclesiásticas contribuyen a su preparación ministerial y el valor de sus grados académicos tienen una relevancia principalmente eclesiástica. Es por eso que, en la medida en que lo requiera el bien de una diócesis o de un instituto religioso, o incluso de la Iglesia universal, los obispos diocesanos o los superiores competentes de los institutos deben enviar a las universidades o facultades eclesiásticas a jóvenes, a clérigos y a miembros de los institutos que destaquen por su carácter, virtud y talento. Así lo señala el canon 819 del Código de Derecho Canónico.
Debido a la misión que estas universidades realizan, dependen de la Santa Sede y gozan del título de universidad pontificia.

## Estudios
Las áreas de estudio más importantes de la universidad eclesiástica son las siguientes:
1. Teología con todo lo que a ella se refiere como los estudios bíblicos, Historia de la Iglesia y otras áreas de la formación teológica.
2. Filosofía, especialmente como una preparación al abordaje de los estudios teológicos.
3. Derecho Canónico, ciencia esta que profundiza todo el sistema jurídico de la Iglesia católica en el mundo.

La universidad eclesiástica tiene con frecuencia otras áreas de estudio ofrecidas a otros estudiantes no necesariamente eclesiásticos.

## Títulos
La universidad eclesiástica otorga títulos que, si bien no todos están homologados en el resto de países, sí que tienen validez en la Iglesia Católica y en todas sus facultades y universidades. La universidad eclesiástica, al ser miembro la Santa Sede del Espacio Europeo de Educación Superior de la Declaración de Bolonia, tiene un sistema de graduación de estudiantes similar al de otros centros docentes de educación superior:
1. Grado (denominado históricamente "Bachillerato", "Bachelor" o "Bachelier"): es una formación de carácter generalista con una carga lectiva de 120 a 180 créditos ECTS.
2. Máster (llamado en la historia "Licentia"): los estudiantes obtienen por lo general, tras cursar alrededor de 120 créditos ECTS, una especialización en una de las ciencias ofrecidas.
3. Doctorado: los estudiantes obtienen títulos de doctorado en las diferentes materias mediante la asistencia a cursos específicos y la elaboración de una tesis doctoral en 2 o 5 años.

Previamente, se cursaban los estudios conducentes al Bachillerato en Filosofía y al Bachillerato en Teología, este último reconocido por España como licenciado en Estudios Eclesiásticos. En Francia desde el 2008 y gracias a un acuerdo bilateral con la Santa Sede se reconoce la plena validez civil de todos los títulos eclesiásticos de grado o bachillerato, de máster y de doctorado.

## Profesorado
Las personas seleccionadas para el cuerpo docente de la universidad eclesiástica pueden ser sacerdotes y religiosos y laicos. Los sacerdotes que forman parte del cuerpo docente deben tener el doctorado en teología.

## Universidades
Las universidades eclesiásticas más antiguas del mundo son la Universidad Pontificia de Santo Tomás de Aquino (Angelicum) y la Universidad Pontificia Gregoriana, entre otras. La única universidad eclesiástica fuera de Roma en lengua española es la Universidad Eclesiástica San Dámaso, en Madrid (España).